# NGC 2427
NGC 2427 é uma galáxia espiral barrada (SBdm) localizada na direcção da constelação de Puppis. Possui uma declinação de -47° 38' 09" e uma ascensão recta de 7 horas, 36 minutos e 27,9 segundos.
A galáxia NGC 2427 foi descoberta em 1 de Março de 1835 por John Herschel.